# Spijkenisse
Spijkenisse (dân số: 74.482 năm 2006) là một đô thị ở phía tây Hà Lan, trong tỉnh Zuid-Holland. Đô thị này có diện tích 30,23 km² (trong đó 4,07 km² là diện tích mặt nước).
Đô thị bao gồm các cộng đồng  Hekelingen, Den Hoek và Beerenplaat.
Spijkenisse kết nghĩa với Thetford, Anh quốc, và Hürth, Đức.

## Sinh ra ở Spijkenisse
- Jan Campert (1902-1943), nhà thơ và nhà văn Hà Lan
- Erik de Jong (2/2/1961), nghệ sĩ (Spinvis)
- Emiel Mellaard (21/3/1966)
- Medy van der Laan (14/8/1968), nhà chính trị